# Спальона (Клодзький повіт)
Спальона (пол. Spalona, нім. Brand) — село в Польщі, у гміні Бистшиця-Клодзька Клодзького повіту Нижньосілезького воєводства.
Населення — 60 осіб (2011).
У 1975-1998 роках село належало до Валбжиського воєводства.

## Демографія
Демографічна структура станом на 31 березня 2011 року:
|          | Загалом | Допрацездатний вік | Працездатний вік | Постпрацездатний вік |
| -------- | ------- | ------------------ | ---------------- | -------------------- |
| Чоловіки | 36      | 3                  | 31               | 2                    |
| Жінки    | 24      | 4                  | 15               | 5                    |
| Разом    | 60      | 7                  | 46               | 7                    |